# Холтон (унитарная единица)
Хо́лтон (англ. Halton) — унитарная единица на севере церемониального графства Чешир, административный центр Уиднес.
Образована 1 апреля 1998 года путём преобразования района Холтон бывшего неметропольного графства Чешир в унитарную единицу (Комиссия по реорганизации местного самоуправления Англии (1992)). Занимает площадь 79 км² и граничит на востоке с унитарной единицей Уоррингтон, на юге с унитарной единицей Западный Чешир и Честер, на севере с церемониальным графством Мерсисайд. На территории унитарной единицы Холтон проживают 118 208 человек, при средней плотности населения 1 495 чел./км². Главный город унитарной единицы — Уиднес (население — 53 тыс. чел.). Крупнейший город — Ранкорн (61 тыс. чел.).
Совет унитарной единицы Холтон состоит из 66 депутатов, избранных в 21 округе. В настоящее время 44 места в совете принадлежат лейбористам.

## Состав
В состав унитарной единицы входят 2 города:
- Ранкорн
- Уиднес

и 6 общин (англ. Civil parish):
- Дарсбери
- Мур[англ.]
- Престон-Брук[англ.]
- Сандимур[англ.]
- Хейл[англ.]
- Хейлбанк[англ.]